# Згар (Черкасская область)
Згар (укр. Згар) — село в Золотоношском городском совете Черкасской области Украины. 
На территории села располагалось имение Згарская Тимковка.
Почтовый индекс — 19700. Телефонный код — 4737. 
Село указано на специальной карте Западной части России Шуберта 1826-1840 годов как хутора Згарские.

## Население
Население по переписи 2001 года составляло 990 человек.

### Языковой состав
Родной язык населения по данным переписи 2001 года:
| Язык       | Численность, чел. | Доля     |
| ---------- | ----------------- | -------- |
| Украинский | 972               | 98,18 %  |
| Русский    | 15                | 1,52 %   |
| Другое     | 3                 | 0,30 %   |
| Итого      | 990               | 100,00 % |

## Местный совет
19700, Черкаська обл., м. Золотоноша, Садовий проїзд, 8  (укр.)